# Região Geográfica Imediata de Juazeiro do Norte
A Região Geográfica Imediata de Juazeiro do Norte é uma das dezoito regiões imediatas do estado brasileiro do Ceará, e junto com a Região Geográfica Imediata de Brejo Santo, compõe a Região Geográfica Intermediária de Juazeiro do Norte.
É composta por vinte e dois municípios, sendo que o mais populoso é Juazeiro do Norte.

## Municípios
- Aiuaba
- Altaneira
- Antonina do Norte
- Araripe
- Assaré
- Aurora
- Barbalha
- Campos Sales
- Caririaçu
- Crato
- Farias Brito
- Granjeiro
- Jardim
- Juazeiro do Norte
- Lavras da Mangabeira
- Missão Velha
- Nova Olinda
- Potengi
- Salitre
- Santana do Cariri
- Tarrafas
- Várzea Alegre

| Município            | Área (km²) | IDH   | População (Censo 2022) | Densidade Demográfica (2022) | População (Estimativa 2024) | Fonte |
| -------------------- | ---------- | ----- | ---------------------- | ---------------------------- | --------------------------- | ----- |
| Aiuaba               | 2438,56    | 0,569 | 14.076                 | 5,77                         | 14.220                      |       |
| Altaneira            | 72,68      | 0,602 | 6.782                  | 93,32                        | 6.970                       |       |
| Antonina do Norte    | 259,71     | 0,599 | 7.245                  | 27,90                        | 7.484                       |       |
| Araripe              | 1079,34    | 0,564 | 19.783                 | 18,33                        | 20.223                      |       |
| Assaré               | 1155,12    | 0,600 | 21.697                 | 18,78                        | 22.212                      |       |
| Aurora               | 885,78     | 0,605 | 23.714                 | 26,77                        | 24.267                      |       |
| Barbalha             | 608,16     | 0,683 | 75.033                 | 123,38                       | 80.217                      |       |
| Campos Sales         | 1.082,58   | 0,630 | 25.135                 | 23,22                        | 26.082                      |       |
| Caririaçu            | 634,18     | 0,578 | 26.320                 | 41,50                        | 27.248                      |       |
| Crato                | 1.138,15   | 0,713 | 131.050                | 115,14                       | 138.232                     |       |
| Farias Brito         | 530,54     | 0,633 | 18.217                 | 34,34                        | 18.557                      |       |
| Granjeiro            | 111,53     | 0,585 | 4.481                  | 40,18                        | 4.960                       |       |
| Jardim               | 544,98     | 0,614 | 27.411                 | 50,30                        | 28.707                      |       |
| Juazeiro do Norte    | 258,79     | 0,694 | 286.120                | 1105,62                      | 303.004                     |       |
| Lavras da Mangabeira | 945,26     | 0,613 | 30.802                 | 32,59                        | 32.123                      |       |
| Missão Velha         | 613,32     | 0,622 | 36.822                 | 60,04                        | 38.767                      |       |
| Nova Olinda          | 282,58     | 0,625 | 15.399                 | 54,49                        | 15.960                      |       |
| Potengi              | 343,26     | 0,562 | 8.833                  | 25,73                        | 89.26                       |       |
| Salitre              | 806,25     | 0,540 | 16.633                 | 20,63                        | 17.220                      |       |
| Santana do Cariri    | 855,17     | 0,612 | 16.954                 | 19,83                        | 17.388                      |       |
| Tarrafas             | 412,79     | 0,576 | 7.529                  | 18,24                        | 7.626                       |       |
| Várzea Alegre        | 829,98     | 0,629 | 38.894                 | 46,86                        | 40.771                      |       |
| TOTAL                | 15.888,70  | 0,611 | 858.930                | 54,06                        | 901.164                     |       |